# Paulette Wright
Pour les articles homonymes, voir Wright.
Paulette Wright, née le 10 juillet 1989 à Toulon et décédée le 16 juin 2018 à Reims, est une chanteuse franco-britannique.

## Biographie
Fille du Britannique Paul David Wright, peintre et plasticien, et d'Anne-Catherine Nalletamby, franco-mauritienne, Paulette Wright grandit à Bayonville dans les Ardennes Compositrice, auteure et interprète, elle avait débuté le piano dès l'âge de 9 ans et jouait également de la guitare et du violoncelle. Elle était la sœur de la comédienne Gabriella Wright et de l'artiste-plasticienne Pascale Wright.

### Carrière
Elle forme un premier groupe de musique nommé 'Orange Kiss' en 2007 autour de ses textes et chansons lors de ses études à Reims, puis un duo 'Whalesigh' avant de développer son projet sous le nom Paulette Wright accompagné principalement des musiciens Sam Callow et Nicolas Renard. 
En 2012, elle partage une improvisation vocale aux côtés de Bobby McFerrin à la Comète de Châlons et joue la première partie de Marie Sioux au Césaré de Reims ainsi que la première partie d’FM Laeti à la Cigale à Paris. En 2013, elle assure la première partie de Maxim Nucci, alias Yodelice. Elle collabore avec beaucoup d'artistes notamment Panda Dub, Martin Mey, Milamarina et Kim Giani.    
Son premier CD From One To Another aux sonorités folk sort en 2016 et elle joue au festival Cabaret Vert. Son EP Ineffable produite accompagné des musiciens Sam Callow et Nico Renard et les producteurs Internexterne terminé en avril 2018, est sorti le 31 mai 2019. 
Paulette Wright était également comédienne. Elle prend des cours à la Comédie de Reims entre 2011-2012 et intègre la compagnie O'Brother.En 2013 elle compose la musique et joue dans Oblomov' d’Ivan Gontcharov, mise en scène Dorian Rossel, pièce qui s'est ensuite produite au Festival d'Avignon en 2014. En 2016-18, elle compose de la musique et joue dans le Mariage de Figaro de Beaumarchais, mise en scène Remy Barché. Dernièrement en 2018, elle joue et compose et met en musiques certains textes dans la pièce Baleines de Suzanne Aubert[réf. nécessaire]

### Décès
Après un signalement de disparition inquiétante, le corps sans vie de Paulette Wright a été retrouvé le 16 juin 2018 proche d'un site du fournisseur d’électricité Enedis. Elle semble être victime d'un accident fatal à la suite d'une crise de troubles psychiques. Les obsèques de Paulette Wright ont eu lieu le 26 juin 2018, en l'église Saint-Jacques de Reims,.

## Discographie

### Vinyl 7"  (2010)
A. Protect The Earth
B. Protect The Dub

### Vinyl 7" (Oct. 2012)
A. Don't Fear
B. Keep On Dubbing

### MK label (January 2013)
Single 'Simple'
Single 'By Then'

### Imperfect HomeDraft recordings (Mai 2016)
1. From one To Another 02:44
2. Your Life 03:23
3. Unknown 03:12
4. Whirlpool 04:07
5. The dot 03:36
6. Je danse 04:49
7. Surrender 05:02
8. Beyond the Need 03:32
9. As the Rain & The Wind Blows 06:18
10. Your Kingdom 01:45
11. HoweverWhatever - Innocent Gift (free) 01:58
12. Ineffable 03:39
13. Backwards 03:36 

### From One To Another (EP June 2016)
1. Dream Whisperer 04:10
2. Your Life 03:19
3. Untamed Valley 05:32
4. From One To Another (live) 03:29
5. Reveal Horizons (live) 03:43

### Ineffable (EP 2019)
1. Dear Moon 02:15
2. Got To 03:20
3. Everyone 03:52
4. Transition 01:53
5. Dandylion 03:11
6. Fail to Agree 02:30
7. Ineffable 03:36
8. Truth 03:35

### Fearless (Archive collection)  (EP 2024)
1. Ephemeral Song 03:48
2. Sickbay 05:30
3. Fearless 04:24
4. Wild Dreams 03:02
5. Shadowy Feel 05:07
6. Impressionable 03:40
7. Immungana 06:24
8. Baobab Tree 03:27
9. Smile 04:11
10. Darling Do 05:19